# Kometnik-Jorgići
Kometnik-Jorgići is een plaats in de gemeente Voćin in de Kroatische provincie Virovitica-Podravina. De plaats telt 53 inwoners (2001).